# زمی کلای
زمی کلای (به لاتین: Ẕāmi Kalay) یک منطقهٔ مسکونی در افغانستان است که در ولایت زابل واقع شده‌است. زمی کلای ۱٬۶۵۷ نفر جمعیت دارد.